# Chrysolina graminis
Chrysolina graminis är en skalbaggsart som först beskrevs av Carl von Linné 1758.  Chrysolina graminis ingår i släktet Chrysolina, och familjen bladbaggar. Enligt den svenska rödlistan är arten sårbar i Sverige. Arten förekommer på Öland, Götaland, Svealand, Nedre Norrland och Övre Norrland. Artens livsmiljö är jordbrukslandskap, stadsmiljö.

## Bildgalleri

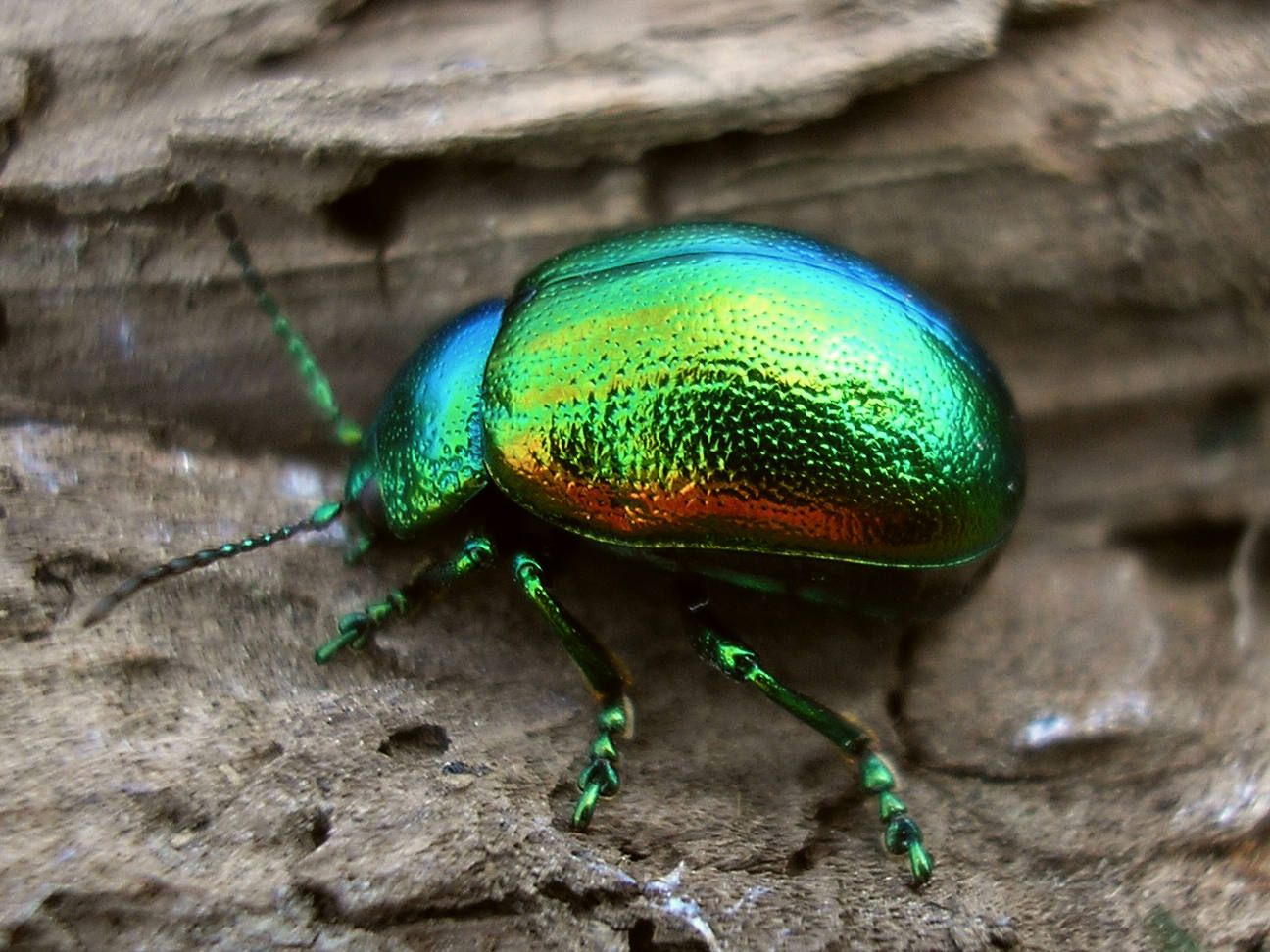
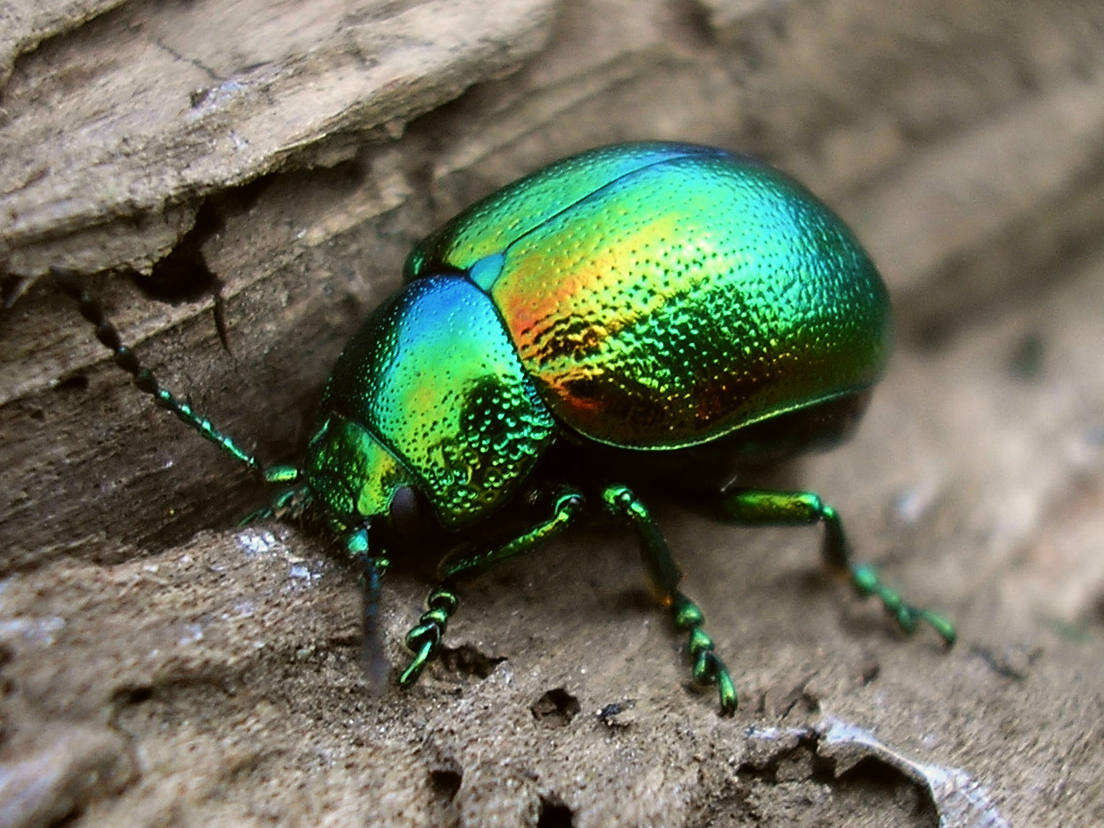
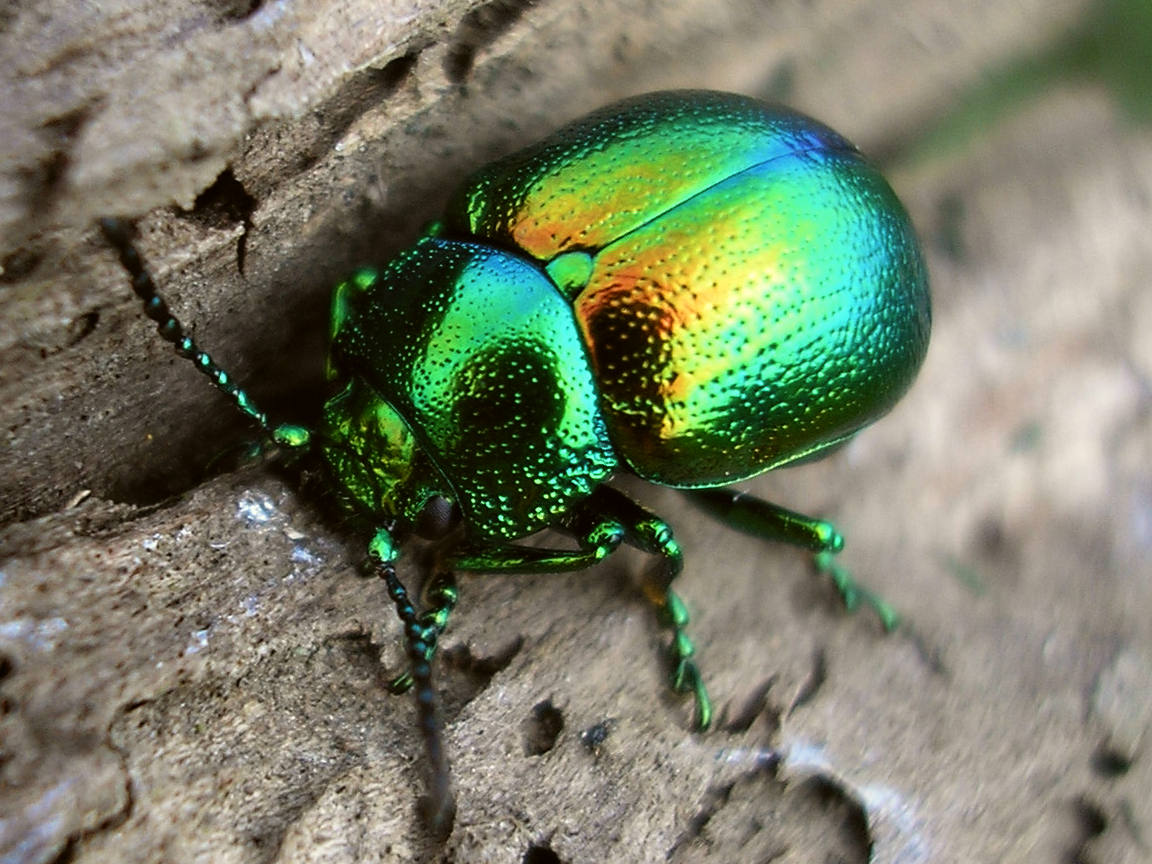
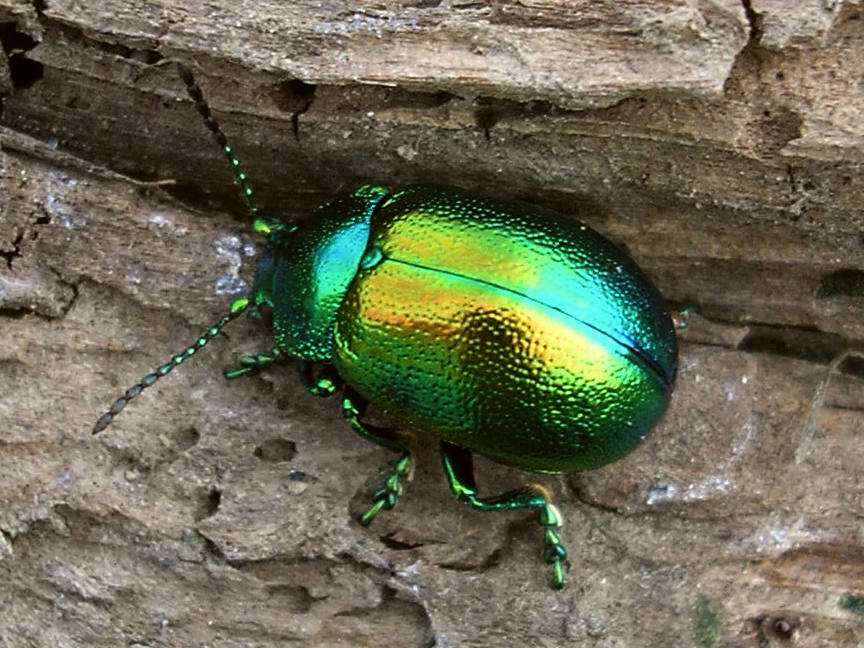
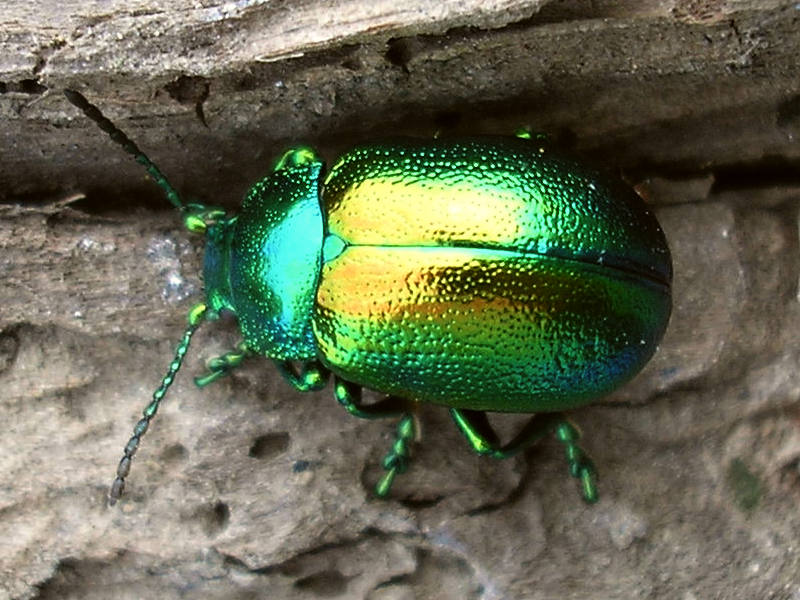
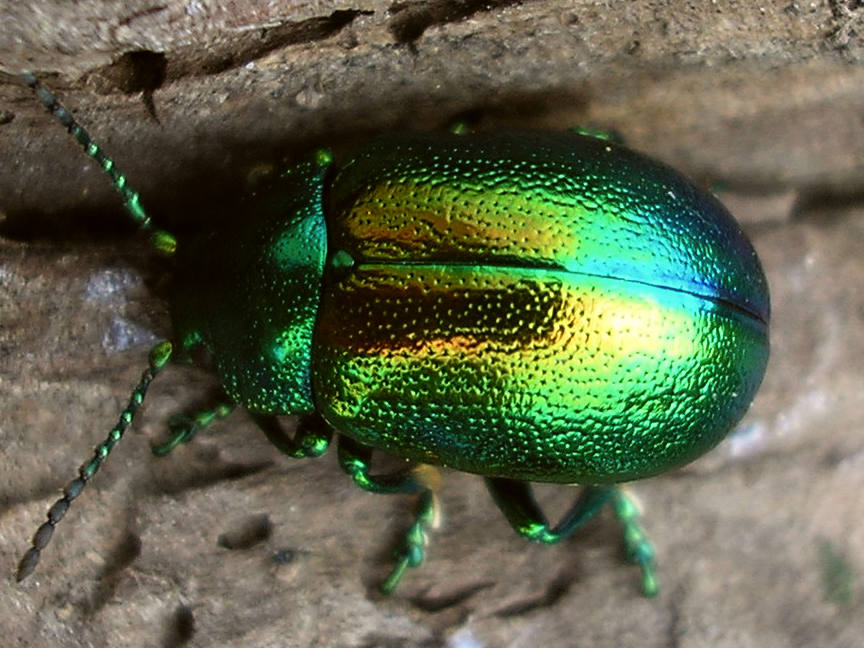